# Parotis incurvata
Parotis incurvata is een vlinder uit de familie van de grasmotten (Crambidae), uit de onderfamilie van de Spilomelinae. De wetenschappelijke naam van deze soort is voor het eerst voorgesteld als Cenocnemis incurvata door William Warren in een publicatie uit 1896.
De spanwijdte is ongeveer 3 centimeter.
De soort komt voor in Thailand, Indonesië (Java), Papoea-Nieuw-Guinea en Australië.